# Amanda Martín
Amanda Martín é activista do Partido dos Trabalhadores (Argentina). Ela também é professora de história e sindicalista.
Tornou-se membro da legislatura da Cidade Autónoma de Buenos Aires em junho de 2021, como candidata da Frente de Esquerda Operária.
Em princípio ela ocupará o cargo até dezembro de 2023.